# Sonoma olycalida
Sonoma olycalida är en skalbaggsart som beskrevs av Park och Wagner 1962. Sonoma olycalida ingår i släktet Sonoma och familjen kortvingar. Inga underarter finns listade i Catalogue of Life.